# Universe (Official髭男dismの曲)
「Universe」（ユニバース）は、2021年2月24日にポニーキャニオン内のIRORI Recordsからリリースされた、日本のバンド・Official髭男dismの5作目のシングル。
映画『ドラえもん のび太の宇宙小戦争 2021』の主題歌として書き下ろされた。

## 概要
前作『HELLO EP』より半年ぶり、シングルとしては『I LOVE...』から1年ぶりのリリースである。当楽曲は映画『ドラえもん のび太の宇宙小戦争 2021』の主題歌として書き下ろされた。また、それに関連し、テレビアニメ『ドラえもん』2021年1月16日放送「テレビとりもち」挿入歌にも起用された。アニメ映画への主題歌提供は『イエスタデイ』以来1年4ヶ月ぶりとなっている。

映画ドラえもんの主題歌を書き下ろすことについて藤原は「大人になってから見ても胸を打つんだな、このアニメは、すごいなっていうところがあって。なんかドラえもんの主題歌をやるってことが自然と自分にとってはこの曲で歌ってる、昔も今も答えの出ない自分らしさとか、人生ってなんだ？みたいな、そういう大きなテーマについて考え続けていたっていうことを思い返すきっかけになったんです。それが歌詞だったり、音の雰囲気に関してもすごく大きなことだったような気がします。」と語っている。

ジャケットには、レコーディングの際に演奏者それぞれが自分が演奏しやすいモニターバランスを作る機材「キュー・ボックス」が使用されており、実際にレコーディングの現場で使われているものである。
現在、特設サイトにて楽曲のステムプレイヤーが公開されている。

## 背景
2020年11月16日、映画『ドラえもん のび太の宇宙小戦争 2021』主題歌として本楽曲を書き下ろしたことが発表された。2021年正月には、本作のリリース日が2月24日に決定したことが発表され、また特設サイトもオープンした。発売に先駆けて、同日に楽曲のラジオでのオンエアが解禁されたほか、1月6日には、本楽曲のミュージックビデオのティザー映像が公開された。1月9日には先行配信リリースされ、ミュージックビデオがプレミア公開された。

## ミュージックビデオ
監督は新保拓人が担当。楽曲の先行配信がスタートした1月9日の18:00にバンドのYouTube公式チャンネルでプレミア公開された。
ビデオ内では楽曲にちなみ、宇宙船をイメージしたセットでメンバーが楽曲を演奏している。
同年2月12日にMVのメイキング映像が公開された。

## リリース
本作は、CD Only盤、CD+DVD盤、CD+Blu-ray盤の3形態で発売された。CD Only盤は紙ジャケットで包装されている。CD+DVD/Blu-ray盤は、2020年9月26日に行われた配信ライブ「Official髭男dism ONLINE LIVE 2020 -Arena Travelers-」のフル映像に加え、ドキュメンタリー映像とメンバー4人によるオーディオコメンタリーが付属した。また、CDとDVD/Blu-rayはライブのフォトブックと一緒に特殊ケースに包装された。 
なお、CD+DVD/Blu-ray盤は、バンド公式サイトのディスコグラフィーにはシングルと映像作品と、別々のものと表記されている。
また、CD+DVD/Blu-ray盤特典映像「Official髭男dism ONLINE LIVE 2020 -Arena Travelers-」のライブ音源が2021年8月18日、アルバム「Editorial」と同時に配信リリースされた。

## 音楽性と制作
本楽曲は、ブラックミュージックのテイストを用いることで音像の「温かみ」を演出している。メンバーによると「温かみやオープンさはあるんだけど締まってる」ということを意識して音作りがなされている。またその際に、イメージする音を探してコンソール・ピアノを2台購入したという。また本楽曲は、ブラスやクワイアを効果的に用いたゴスペル・フィールのアレンジを特徴としている。

## 評価
- 批評家/ライターのimdkmは、ローリング・ストーン・ジャパンのレビューにて、「ゴスペルの音楽的な意匠、フィールを、日本語で歌うポップミュージックに折衷（時に意表をつく接続）していく。あるジャンルの消化と昇華のかたちとして興味深い成果を残しているように思う。」とコメントした[16]。

## チャート成績
本楽曲は、2021年1月18日付（集計期間：2021年1月4日～1月10日）のBillboard JAPANダウンロード・ソング・チャート「Download Songs」で8位 (11,014DL) に初登場し、翌週の同チャートでは2つ順位を上げて最高位となる6位 (13,847DL) を記録した。デジタル配信から約2か月後、フィジカルCDが発売されると、3月8日付（集計期間：2021年2月22日～2月28日）のビルボード・ジャパンにて初週売上37,301枚をマークし、CDセールスとルックアップのフィジカル2指標が牽引して「HOT 100」では前週40位から4位にジャンプアップした。
2022年8月17日公開のストリーミング・ソング・チャート「Billboard Japan Streaming Songs」で自身12曲目の累計再生回数1億回を突破した。この楽曲の1億回突破により、1億回突破した楽曲はアーティスト別で最多数となった。

### 認定と売上
|                                | 認定 (RIAJ) | 売上/再生回数       |
| ------------------------------ | ----------- | ------------------- |
| フィジカルCD                   | 未公表      | 52,000 枚以上       |
| ダウンロード                   | 未公表      | 89,000DL以上        |
| ストリーミング                 | プラチナ    | 100,000,000再生以上 |
| *認定のみに基づく売上/再生回数 |             |                     |

## 収録曲
| 全作詞・作曲: 藤原聡、全編曲: Official髭男dism。 |                             |        |            |      |
| #                                                | タイトル                    | 作詞   | 作曲・編曲 | 時間 |
| 1.                                               | 「Universe」                | 藤原聡 | 藤原聡     | 4:46 |
| 2.                                               | 「Universe -Instrumental-」 | 藤原聡 | 藤原聡     | 4:46 |
| 合計時間:                                        | 合計時間:                   | 9:32   |            |      |

| #   | タイトル                | 作詞 | 作曲・編曲 |
| --- | ----------------------- | ---- | ---------- |
| 1.  | 「HELLO」               |      |            |
| 2.  | 「宿命」                |      |            |
| 3.  | 「ノーダウト」          |      |            |
| 4.  | 「パラボラ」            |      |            |
| 5.  | 「ビンテージ」          |      |            |
| 6.  | 「Rowan」               |      |            |
| 7.  | 「夏模様の猫」          |      |            |
| 8.  | 「イエスタデイ」        |      |            |
| 9.  | 「Laughter」            |      |            |
| 10. | 「たかがアイラブユー」  |      |            |
| 11. | 「115万キロのフィルム」 |      |            |
| 12. | 「異端なスター」        |      |            |
| 13. | 「旅は道連れ」          |      |            |
| 14. | 「夕暮れ沿い」          |      |            |
| 15. | 「FIRE GROUND」         |      |            |
| 16. | 「Stand By You」        |      |            |
| 17. | 「Pretender」           |      |            |
| 18. | 「I LOVE...」           |      |            |
| 19. | 「ラストソング」        |      |            |

| #  | タイトル                                                                              | 作詞 | 作曲・編曲 |
| -- | ------------------------------------------------------------------------------------- | ---- | ---------- |
| 1. | 「Behind The Scene from Official髭男dism ONLINE LIVE 2020 -Arena Travelers-」(BOUNUS) |      |            |

## テレビ披露
| 番組名                   | 日付          | 放送局     | 演奏曲         |
| ------------------------ | ------------- | ---------- | -------------- |
| ミュージックステーション | 2021年2月19日 | テレビ朝日 | Universe       |
| CDTV ライブ! ライブ!     | 2021年3月11日 | TBSテレビ  | Universe       |
| 2021 FNS歌謡祭 夏        | 2021年7月14日 | フジテレビ | Universe       |
| SONGS                    | 2022年6月23日 | NHK総合    | ミックスナッツ |
| SONGS                    | 2022年6月23日 | NHK総合    | Universe       |
| SONGS                    | 2022年6月23日 | NHK総合    | Anarchy        |